# Jesús Gámez
Jesús Gámez Duarte (* 10. dubna 1985, Fuengirola, Španělsko) je španělský fotbalový obránce, který hraje za španělský klub Atlético Madrid.

## Klubová kariéra
Jesús Gámez debutoval v profesionální kopané v sezóně 2003/04 v dresu rezervy Málagy. V srpnu 2014 podepsal tříletý kontrakt s klubem Atlético Madrid, mistrem Primera División se sezóny 2013/14.